# Ульянова, Мария Ильинична
Мари́я Ильи́нична Улья́нова (6 [18] февраля 1878, Симбирск — 12 июня 1937, Москва) — участница российского революционного движения, советский партийный и государственный деятель, младшая сестра В. И. Ленина.

## Биография
Мария Ильинична Ульянова родилась 6 (18) февраля 1878 года в Симбирске и была самым младшим ребёнком в семье инспектора народных училищ Ильи Николаевича Ульянова и его супруги Марии Александровны. В семье её называли «Маняша». Марию крестили в Тихвинской церкви Симбирска .
Начинала учиться в Мариинской женской гимназии Симбирска, затем училась в женской гимназии в Самаре (с 1889 по 1893 год). В 1895 году, окончив гимназию в Москве, подала прошение на физико-химическое отделение математического факультета Высших (Бестужевских) женских курсов в Петербурге. Но туда её не приняли, и она вынуждена была поступить в 1896 году на двухгодичные курсы в Москве. После их окончания получила диплом домашней учительницы.
С осени 1898 года слушала лекции в Новом университете в Брюсселе на химико-физическом факультете.
С 1898 года — член РСДРП. Вела пропаганду в рабочих кружках, доставляла нелегальную литературу, выступала связной. Несколько раз была арестована. В разные годы носила партийные клички «Медвежонок» («Медведь»), «Мимоза», «Александра Михайловна» и другие. В сентябре 1899 года после арестов членов московского РСДРП выслана под надзор полиции в Нижний Новгород.
С 1900 года была агентом «Искры». В ночь на 1 марта 1901 года арестована и заключена в одиночную камеру Таганской тюрьмы, после семимесячного заключения выслана в Самару.
Третий раз была арестована в январе 1904 года, освобождена под залог в июне того же года, после чего уехала в Швейцарию.
В 1905 году вернулась в Петербург, где работала секретарём Василеостровского районного комитета РСДРП. 2 мая 1907 года арестована. В 1908 году после освобождения переехала в Москву и работала в Московской партийной организации.
В 1908—1909 годах жила в Париже и училась в Сорбонне, где получила диплом учительницы французского языка.
Летом 1910 года, скрываясь от ареста, работала домашней учительницей в деревне Леппенино около станции Териоки (Великое княжество Финляндское). Вновь арестована в мае 1912 года, заключена в тюрьму. Позднее выслана в Вологду.
С февраля по апрель 1915 года в Москве обучалась на курсах сестёр милосердия. Летом 1915 года отправилась на Западный фронт с лечебно-питательным отрядом. С 1915 года в Московской организации РСДРП, вела переписку с Заграничным бюро ЦК.
После Февральской революции 1917 года кооптирована в бюро ЦК РСДРП(б). Принимала активное участие в развитии социал-демократической, а затем коммунистической прессы в России. В 1917—1929 годах входила в состав редколлегии «Правды». Один из организаторов рабкоровского и селькоровского движения. С 1903 года — в Секретариате ЦК РСДРП. Член бюро ЦК РСДРП(б) с 1917 года.

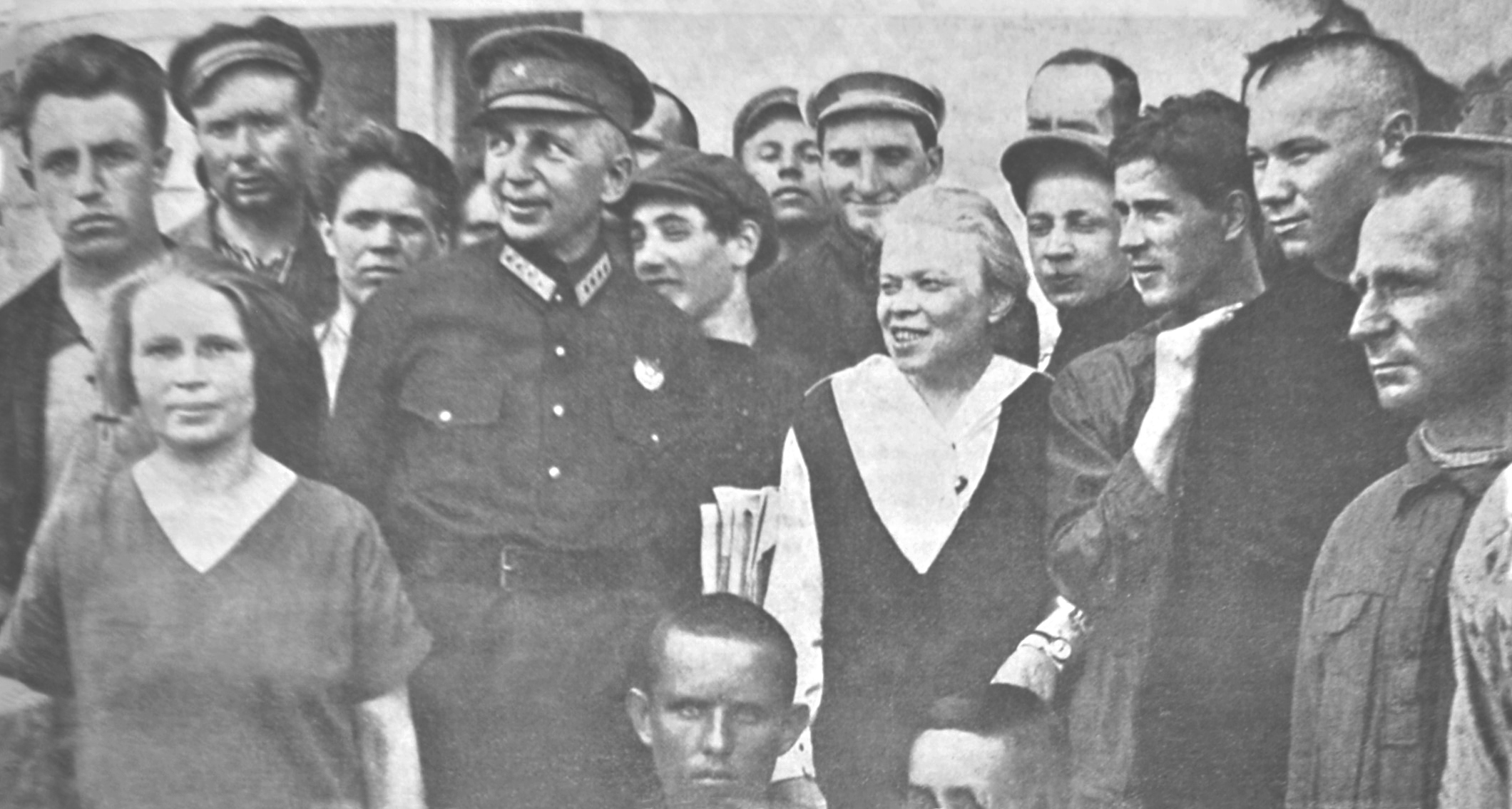
Андрей Бубнов (в военной форме) и Мария Ульянова на встрече рабочих и миротворцев. 1926 год

Член Центральной контрольной комиссии ВКП(б) в 1925—1934 годах, член Президиума ЦКК ВКП(б) (1932—1934 годы). Член Комиссии советского контроля при СНК СССР (с 1935 года). Член ЦИК СССР с 1935 года.
М. И. Ульянова скончалась 12 июня 1937 года от атеросклероза сосудов мозга. Тело было кремировано в Донском крематории, а урна с прахом захоронена в Кремлёвской стене.

## Сочинения М. И. Ульяновой
- Вопросы руководства рабселькоровским движением. — М., 1928.
- Рабкоровское движение за границей и международная связь. — М.: «Правда» и «Беднота», 1928.
- Отец В. И. Ленина — И. Н. Ульянов. 1831—1886. — М.—Л.: ОГИЗ, 1931.
- О Ленине. — М.: Партиздат, 1934.
- О Ленине. — М., Политиздат, 1964, 1966, 1969, 1971.
- Мать Владимира Ильича — М. А. Ульянова // Вопросы истории КПСС, № 4, 1964.
- О Ленине и семье Ульяновых. — М.: Политиздат, 1978, 1989.
- Воспоминания о Владимире Ильиче. — М.: Молодая гвардия, 1984, 1985.

## Память
- В 1968 году Почта СССР выпустила почтовую марку № 3603. 4 к. — Портрет М. И. Ульяновой
- В 1978 году Министерство связи СССР к 100-летию М. И. Ульяновой издало художественный маркированный конверт и 18.11.1978 г. было произведено специальное гашение[10]
- Улица Марии Ульяновой — улица в Москве, названная в честь М. И. Ульяновой
- Улица Марии Ульяновой — улица в Вологде, названная в честь М. И. Ульяновой
- Графский переулок в Санкт-Петербурге носил имя Марии Ильиничны Ульяновой с 1964 по 1991 год[11]
- Улица Марии Ульяновой в Первомайском районе Новосибирска
- Улица Марии Ульяновой в Иркутске
- Улица Марии Ульяновой в Донецке
- В Самаре на здании бывшей женской гимназии, где с 1889 по 1893 год училась Ульянова, установлена мемориальная доска
- В Ульяновском областном Союзе журналистов существует ежегодная премия имени М. И. Ульяновой
- К Северо-Западному речному пароходству был приписан теплоход «Мария Ульянова» (впоследствии назывался «Петергоф» и «Викинг Рюрик»)

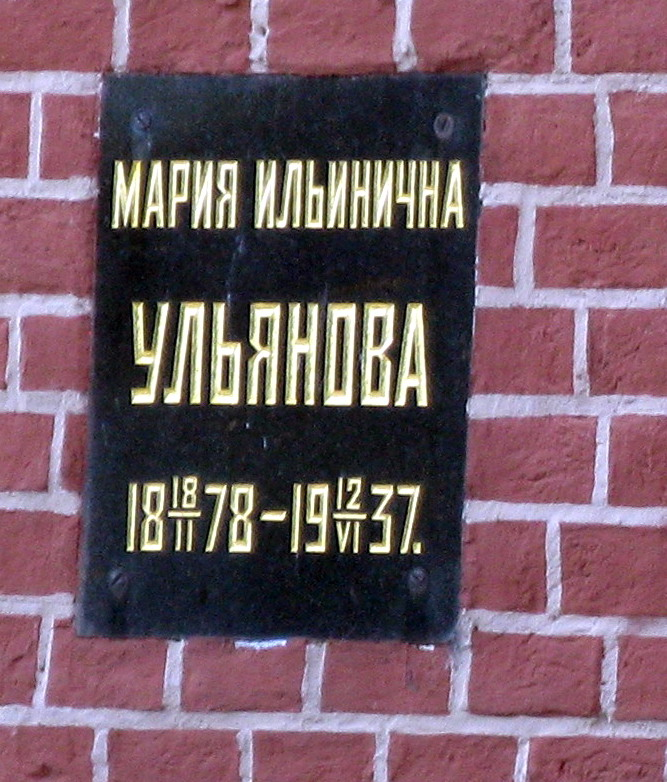
Могила М. И. Ульяновой на Некрополе у Кремлевской стены
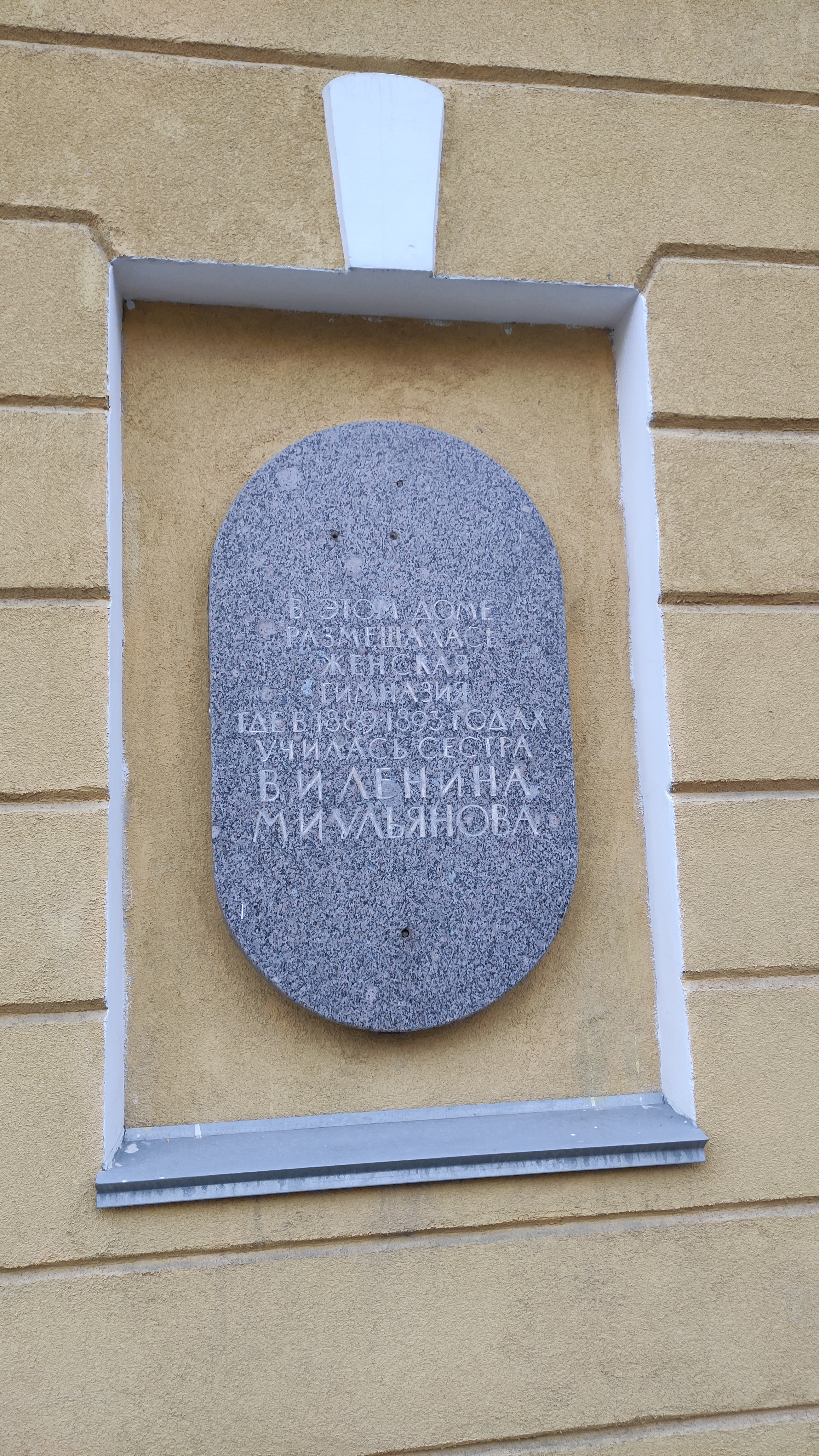
Мемориальная доска в Самаре на здании бывшей женской гимназии
Бюст Марии Ульяновой в Смоленске
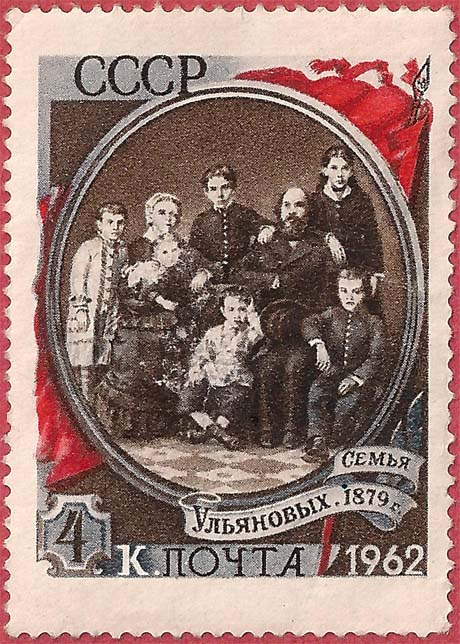
Почтовая марка СССР «Семья Ульяновых» (1962)
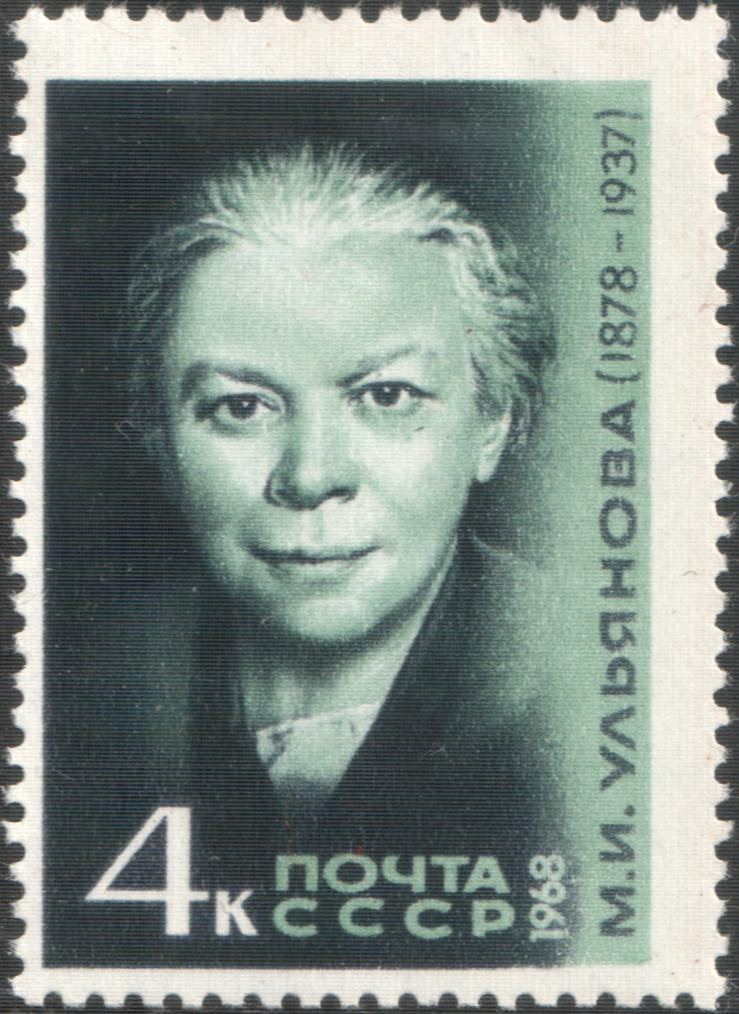
Мария Ильинична Ульянова на почтовой марке СССР (1968)
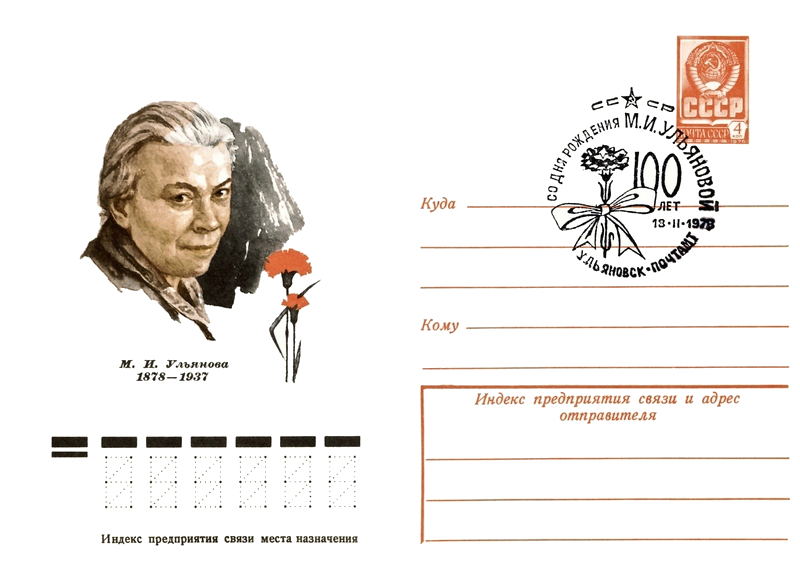
Маркированный конверт почты СССР (1978)

## Киновоплощения
- 1957 — «Семья Ульяновых». В роли Маняши Ульяновой — Ира Калягина
- 1957 — «Рассказы о Ленине». В роли Марии Ульяновой — Анна Лисянская
- 1965 — «Сердце матери». Роль Марии Ульяновой сыграли Оля Изгородина (в детстве), и Светлана Балашова
- 1966 — «Верность матери». Роль Марии Ульяновой сыграла Тамара Логинова
- 1969, 1970 — «Штрихи к портрету В. И. Ленина», фильм 3-й «Воздух Совнаркома», фильм 4-й — «Коммуна ВХУТЕМАС». В роли Марии Ульяновой — Тамара Логинова
- 1970 — «Поезд в завтрашний день». В роли Марии Ульяновой — Валентина Березуцкая
- 2001 — «Телец». В роли сестры Ленина — Наталья Никуленко